# Башир, Мухаммед Салем ульд
Мухаммед Салем ульд Башир (араб. محمد سالم ولد البشير‎; род. 17 декабря 1962, Мавритания) — мавританский политик и государственный деятель, премьер-министр Мавритании (29 октября 2018 — 5 августа 2019), инженер.
Изучал робототехнику во Франции. Трудовую карьеру начал в Национальном обществе водоснабжения и электричества Мавритании (SOMELEC) в сентябре 1986 года.
С мая 2007 по сентябрь 2009 года был генеральным секретарем нескольких министерств, позже был назначен генеральным директором Мавританской электроэнергетической компании.
В сентябре 2013 года вошёл в состав правительства в качестве министра водоснабжения и санитарии. В январе 2015 года был назначен министром нефти, энергетики и горнодобывающей промышленности и занимал эту должность до 2016 года, когда был назначен директором Национального общества горнодобывающей промышленности (SNIM).
В 2018—2019 годах занимал пост премьер-министра после отставки Яхья ульд Хадемина.
Национальная антикоррупционная прокуратура обвиняла его в «плохом управлении и коррупции» во время его пребывания на посту главы Правительства Мавритании.